# Patinação de velocidade em pista curta nos Jogos Olímpicos de Inverno de 2022 - 1500 m feminino
A prova de 1500 m feminino da patinação de velocidade em pista curta nos Jogos Olímpicos de Inverno de 2022 foi disputada no Ginásio Indoor da Capital, localizada em Pequim, no dia 16 de fevereiro.

## Medalhistas
| Ouro   | KOR Choi Min-jeong    |
| Prata  | ITA Arianna Fontana   |
| Bronze | NED Suzanne Schulting |

## Recordes
Antes desta competição, os recordes mundiais e olímpicos da prova eram os seguintes:
| Tipo | Atleta         | Tempo        | Local          | Data                    |
| ---- | -------------- | ------------ | -------------- | ----------------------- |
|      | Choi Min-jeong | 2:14.354 min | Salt Lake City | 12 de novembro de 2016  |
|      | Zhou Yang      | 2:14.354 min | Vancouver      | 20 de fevereiro de 2010 |

## Resultados

### Eliminatórias
| Pos. | Bateria | Atleta                | País                | Tempo     | Notas |
| ---- | ------- | --------------------- | ------------------- | --------- | ----- |
| 1    | 1       | Choi Min-jeong        | KOR Coreia do Sul   | 2:20.846  | Q     |
| 2    | 1       | Petra Jászapáti       | HUN Hungria         | 2:22.115  | Q     |
| 3    | 1       | Zhang Yuting          | CHN China           | 2:22.161  | Q     |
| 4    | 1       | Rianne de Vries       | NED Países Baixos   | 2:22.244  | ADV   |
| 5    | 1       | Arianna Sighel        | ITA Itália          | 2:22.318  |       |
| 6    | 1       | Gwendoline Daudet     | FRA França          | 2:23.607  |       |
| 1    | 2       | Kim A-lang            | KOR Coreia do Sul   | 2:32.879  | Q     |
| 2    | 2       | Arianna Fontana       | ITA Itália          | 2:32.946  | Q     |
| 3    | 2       | Corinne Stoddard      | USA Estados Unidos  | 2:33.329  | Q     |
| 4    | 2       | Kamila Stormowska     | POL Polônia         | 2:33.603  |       |
| 5    | 2       | Julie Letai           | USA Estados Unidos  | 2:36.214  | ADV   |
| 9    | 2       | Anna Seidel           | GER Alemanha        | 9         | PEN   |
| 1    | 3       | Kristen Santos        | USA Estados Unidos  | 2:21.027  | Q     |
| 2    | 3       | Xandra Velzeboer      | NED Países Baixos   | 2:21.148  | Q     |
| 3    | 3       | Sumire Kikuchi        | JPN Japão           | 2:23.359  | Q     |
| 4    | 3       | Danaé Blais           | CAN Canadá          | No time   |       |
| 9    | 3       | Zsófia Kónya          | HUN Hungria         | 9         | PEN   |
| 9    | 3       | Olga Tikhonova        | KAZ Cazaquistão     | 9         | PEN   |
| 1    | 4       | Courtney Sarault      | CAN Canadá          | 2:20.365  | Q     |
| 2    | 4       | Anna Vostrikova       | ROC                 | 2:21.113  | Q     |
| 3    | 4       | Han Yutong            | CHN China           | 2:21.191  | Q     |
| 4    | 4       | Michaela Hrůzová      | CZE República Checa | 2:21.278  | q     |
| 5    | 4       | Valentina Aščić       | CRO Croácia         | 2:21.456  |       |
| 6    | 4       | Tifany Huot-Marchand  | FRA França          | 2:23.784  |       |
| 1    | 5       | Kim Boutin            | CAN Canadá          | 2:17.739  | Q     |
| 2    | 5       | Lee Yu-bin            | KOR Coreia do Sul   | 2:17.851  | Q     |
| 3    | 5       | Cynthia Mascitto      | ITA Itália          | 2:20.268  | Q     |
| 4    | 5       | Yuki Kikuchi          | JPN Japão           | 2:22.192  |       |
| 5    | 5       | Shione Kaminaga       | JPN Japão           | 2:22.261  |       |
| 6    | 5       | Uliana Dubrova        | UKR Ucrânia         | 2:26.832  |       |
| 1    | 6       | Suzanne Schulting     | NED Países Baixos   | 2:18.810  | Q     |
| 2    | 6       | Hanne Desmet          | BEL Bélgica         | 2:18.931  | Q     |
| 3    | 4       | Sofia Prosvirnova     | ROC                 | 2:19.432  | Q     |
| 4    | 6       | Zhang Chutong         | CHN China           | 2:19.839  | q     |
| 5    | 5       | Natalia Maliszewska   | POL Polônia         | 2:25.850  |       |
| 6    | 6       | Ekaterina Efremenkova | ROC                 | Sem marca |       |

### Semifinais
| Pos. | Bateria | Atleta            | País                | Tempo    | Notas |
| ---- | ------- | ----------------- | ------------------- | -------- | ----- |
| 1    | 1       | Lee Yu-bin        | KOR Coreia do Sul   | 2:22.157 | QA    |
| 2    | 1       | Arianna Fontana   | ITA Itália          | 2:22.196 | QA    |
| 3    | 1       | Kim Boutin        | CAN Canadá          | 2:22.371 | QB    |
| 4    | 1       | Kim A-lang        | KOR Coreia do Sul   | 2:22.420 | QB    |
| 5    | 1       | Sofia Prosvirnova | ROC                 | 2:22.546 |       |
| 6    | 1       | Corinne Stoddard  | USA Estados Unidos  | 2:22.632 |       |
| 7    | 1       | Zhang Chutong     | CHN China           | 2:26.717 |       |
| 1    | 2       | Suzanne Schulting | NED Países Baixos   | 2:18.942 | QA    |
| 2    | 2       | Hanne Desmet      | BEL Bélgica         | 2:19.001 | QA    |
| 3    | 2       | Cynthia Mascitto  | ITA Itália          | 2:20.272 | QB    |
| 4    | 2       | Michaela Hrůzová  | CZE República Checa | 2:21.386 | QB    |
| 5    | 2       | Kristen Santos    | USA Estados Unidos  | 2:31.067 | ADVB  |
| 6    | 2       | Sumire Kikuchi    | JPN Japão           | No time  | ADVB  |
| 9    | 2       | Petra Jászapáti   | HUN Hungria         | 9        | PEN   |
| 1    | 3       | Choi Min-jeong    | KOR Coreia do Sul   | 2:16.831 | QA,   |
| 2    | 3       | Han Yutong        | CHN China           | 2:17.112 | QA    |
| 3    | 3       | Xandra Velzeboer  | NED Países Baixos   | 2:18.303 | QA    |
| 4    | 3       | Courtney Sarault  | CAN Canadá          | 2:18.316 | QB    |
| 5    | 3       | Rianne de Vries   | NED Países Baixos   | 2:18.712 |       |
| 6    | 3       | Zhang Yuting      | CHN China           | 2:18.741 |       |
| 7    | 3       | Anna Vostrikova   | ROC                 | 2:20.705 |       |
| 8    | 3       | Julie Letai       | USA Estados Unidos  | 2:23.315 |       |

### Final B
| Pos. | Atleta           | País                | Tempo    | Notas |
| ---- | ---------------- | ------------------- | -------- | ----- |
| 8    | Sumire Kikuchi   | JPN Japão           | 2:37.915 |       |
| 9    | Kristen Santos   | USA Estados Unidos  | 2:45.492 |       |
| 10   | Kim Boutin       | CAN Canadá          | 2:45.568 |       |
| 11   | Courtney Sarault | CAN Canadá          | 2:45.606 |       |
| 12   | Cynthia Mascitto | ITA Itália          | 2:45.697 |       |
| 13   | Kim A-lang       | KOR Coreia do Sul   | 2:45.707 |       |
| 14   | Michaela Hrůzová | CZE República Checa | 2:46.664 |       |

### Final A
| Pos. | Atleta            | País              | Tempo    | Notas |
| ---- | ----------------- | ----------------- | -------- | ----- |
| 1    | Choi Min-jeong    | KOR Coreia do Sul | 2:17.789 |       |
| 2    | Arianna Fontana   | ITA Itália        | 2:17.862 |       |
| 3    | Suzanne Schulting | NED Países Baixos | 2:17.865 |       |
| 4    | Hanne Desmet      | BEL Bélgica       | 2:18.711 |       |
| 5    | Xandra Velzeboer  | NED Países Baixos | 2:18.781 |       |
| 6    | Lee Yu-bin        | KOR Coreia do Sul | 2:18.825 |       |
| 7    | Han Yutong        | CHN China         | 2:19.060 |       |

Legenda
| Recorde mundial      | Recorde mundial (World record)               |                       | Recorde africano                      | Recorde africano (African) |                                           | Q | Classificado por posição (Qualified) |
| Recorde olímpico     | Recorde olímpico (Olympic record)            | Recorde da América    | Recorde da América (Americas)         | q                          | Classificado por melhor tempo (Qualified) |   |                                      |
| Melhor marca do ano  | Melhor marca do ano (World leading)          | Recorde asiático      | Recorde asiático (Asian)              | DNS                        | Não largou (Did not start)                |   |                                      |
| Recorde nacional     | Recorde nacional (National record)           | Recorde europeu       | Recorde europeu (European)            | DNF                        | Não terminou (Did not finish)             |   |                                      |
| Recorde pessoal      | Recorde pessoal do atleta (Personal best)    | Recorde da Oceania    | Recorde da Oceania (Oceania)          | DSQ / DQ                   | Desclassificado (Disqualified)            |   |                                      |
| Recorde da temporada | Recorde da temporada do atleta (Season best) | Recorde sul-americano | Recorde sul-americano (South America) | NM                         | Sem marca (No mark)                       |   |                                      |

### Patinação de velocidade
| Recorde de pista | Recorde da pista (Track record)               |  |  |
| QA               | Classificado para a final A                   |  |  |
| QB               | Classificado para a final B                   |  |  |
| ADV              | Classificado após decisão arbitral (Advanced) |  |  |
| PEN              | Pênalti                                       |  |  |
| YC               | Cartão amarelo (Yellow Card)                  |  |  |